# Blaukalk
Blaukalk (auch: Karbidkalk, veraltet auch Buna-Kalk) ist der hauptsächlich aus Calciumhydroxid („Löschkalk“) bestehende Rückstand aus der Acetylen-Herstellung. Bei dieser wird Calciumcarbid („Karbid“) mit Wasser zur Reaktion gebracht; es entsteht Acetylen sowie ein blaugraues Nebenprodukt, das etwa zu 85–95 %  aus Calciumhydroxid, 1–10 % aus Calciumcarbonat und 1–3 % aus Kohlenstoff und Silicaten besteht und durch unterschiedliche Prozessbedingungen als mehr oder weniger wässriger Schlamm anfällt.
{\displaystyle \mathrm {CaC_{2}+2\ H_{2}O\longrightarrow C_{2}H_{2}+Ca(OH)_{2}} }
Der calciumhydroxidhaltige Rückstand (Ca(OH)2) aus dieser Reaktion wird als „Blaukalk“ bezeichnet.
Blaukalk wird als Abfallprodukt deponiert oder kann zu Zement weiterverarbeitet werden. Auch die direkte Verwendung in der Bauindustrie als Karbidkalkmörtel war früher üblich.
Bei der Verwendung als Düngemittel muss die eventuelle Belastung durch Giftstoffe, welche durch die gemeinsame Deponierung mit anderen Produktionsrückständen in den Schlamm gelangen, berücksichtigt werden.